# اواماچوکو
اواماچوکو (به اسپانیایی: Huamachuco) یک شهر در پرو است که در Huamachuco District واقع شده‌است.